# 日本の幼稚園一覧
| 総数                            | 8,550校    |
| 国立                            | 47校       |
| 公立                            | 2,534校    |
| 私立                            | 6,306校    |
| 文部科学省所在地                | 〒100-8959 |
| 東京都千代田区霞が関3丁目2番2号 |            |
| 公式サイト                      | 文部科学省 |

日本の幼稚園一覧（にほんのようちえん いちらん）は、日本の幼稚園における学校記事一覧。

## 地域別の一覧

### 北海道地方
- 北海道幼稚園一覧

### 東北地方
- 青森県幼稚園一覧
- 岩手県幼稚園一覧
- 秋田県幼稚園一覧
- 宮城県幼稚園一覧
- 山形県幼稚園一覧
- 福島県幼稚園一覧

### 関東地方
- 茨城県幼稚園一覧
- 栃木県幼稚園一覧
- 群馬県幼稚園一覧
- 埼玉県幼稚園一覧
- 千葉県幼稚園一覧
- 東京都幼稚園一覧
- 神奈川県幼稚園一覧

### 中部地方
- 新潟県幼稚園一覧
- 富山県幼稚園一覧
- 石川県幼稚園一覧
- 福井県幼稚園一覧
- 山梨県幼稚園一覧
- 長野県幼稚園一覧
- 岐阜県幼稚園一覧
- 静岡県幼稚園一覧
- 愛知県幼稚園一覧

### 近畿地方
- 三重県幼稚園一覧
- 滋賀県幼稚園一覧
- 京都府幼稚園一覧
- 大阪府幼稚園一覧
- 兵庫県幼稚園一覧
- 奈良県幼稚園一覧
- 和歌山県幼稚園一覧

### 中国地方
- 鳥取県幼稚園一覧
- 島根県幼稚園一覧
- 岡山県幼稚園一覧
- 広島県幼稚園一覧
- 山口県幼稚園一覧

### 四国地方
- 徳島県幼稚園一覧
- 香川県幼稚園一覧
- 愛媛県幼稚園一覧
- 高知県幼稚園一覧

### 九州地方
- 福岡県幼稚園一覧
- 佐賀県幼稚園一覧
- 長崎県幼稚園一覧
- 熊本県幼稚園一覧
- 大分県幼稚園一覧
- 宮崎県幼稚園一覧
- 鹿児島県幼稚園一覧
- 沖縄県幼稚園一覧